# Фрасидей (тиран Гімери)
Фрасидей — тиран Гімери з 480 до 478 та з 476 до 473 року до н. е., тиран Акраганта з 473 до 471 року до н. е. Син тирана Ферона. Походив з родини Емменідів.

## Біографічні відомості
Після перемоги його батька під Гімерою над карфагенянами, Фрасидей став тираном міста Гімера. Проте його жорстокість викликала спротив мешканців й вибухнуло повстання. Фрасидей був вимушений тікати з міста. Повстання вдалося придушити тільки у 476 році до н. е., коли Ферон зміг домовитися з тираном Сіракуз Гієроном I, на допомогу якого сподівалися повсталі гімерійці.
Після смерті Ферона Фрасидей успадкував владу над Акрагантом. Всього йому підкорялися Акрагант, Гімера, Гераклея Мінойська, а також прикордонні сіканські території. Проте Фрасидей знову своїми позазаконними діями та жорстокістю швидко викликав повстання у Акраганті, представники якого звенулися до Гієрона I. Для протистоянні цим силам Фрасидей завербував 20 тисяч вояків. Вирішальна битва відбулася неподалік Акраганта. В ній військова потуга Фрасидея була повністю зламана. Тиран вимушений був тікати до Греції. Тут у місті Мегара його засудили до страти (471 рік до н. е.).